# Henrique Gelain Custodio
Henrique Gelain Custodio (Carazinho, 5 gennaio 1995) è un calciatore brasiliano, difensore del Leixões.

## Caratteristiche tecniche
È un terzino sinistro.

## Carriera
Cresciuto nel settore giovanile del Coritiba, ha esordito in prima squadra il 4 giugno 2015 in occasione del match di Série A perso 2-0 contro il Fluminense.